# Geschützter Landschaftsbestandteil Park am Rittergut
Der Geschützte Landschaftsbestandteil Park am Rittergut mit 1,13 Hektar Flächengröße liegt am Rittergut Wildshausen nördlich von Wildshausen (Arnsberg) im Stadtgebiet von Arnsberg im Hochsauerlandkreis. Die Fläche wurde 1998 mit dem Landschaftsplan Arnsberg durch den Kreistag des Hochsauerlandkreises als Geschützter Landschaftsbestandteil (LB) ausgewiesen. 2021 wurde das LB bei der Neuaufstellung des Landschaftsplans erneut ausgewiesen.

## Beschreibung
Beim LB handelt es sich um den ehemaligen Park des dortigen ehemaligen Rittergutes. Nördlich der Fläche steht eine Stieleichen-Eschenreihe mit einem Stammdurchmesser von bis zu 70 cm an, die als Naturdenkmal Eichen-Eschen-Reihe ausgewiesen ist.
Der Landschaftsplan führte 1998 zum Wert des LB aus: „Lokale Bedeutung für die Belebung und Gliederung des Landschaftsbildes in Ortsrandlage; Fläche mit kulturhistorischer Bedeutung.“
Der Landschaftsplan führte 1921 bei der Neuaufstellung zum Wert des LB aus: „Das gut ausgebildete kleine Laub-Altholz im Süden hat mit seiner hohen strukturellen Vielfalt v. a. einen hohen avifaunistischen Wert. Der Gebüschkomplex im Norden der Fläche hat Bedeutung in seiner Wirkung bei der Belebung und Gliederung des Landschaftsbildes in der Nähe des Wohnplatzes.“
Im Landschaftsplan wurde das Gebot festgeschrieben die Parkbäume zur Vermeidung von Stammschäden gegen Einwirkungen durch Weidevieh zu schützen.

## Schutzgrund, Verbote und Gebote
Der Geschützte Landschaftsbestandteile haben laut Landschaftsplan eine besondere Funktion für die Gliederung und Belebung des Landschaftsbildes bzw. des umgebenden Offenlandes. Es kommt solchen Objekten in der Regel eine erhöhte Bedeutung als Bruthabitat für Hecken- und Gebüschbrüter zu. Laut Landschaftsplan sind Geschützte Landschaftsbestandteile im Plangebiet durch seinen eigenständigen Charakter deutlich von der sie umgebenden „normalen“ Wald- und Feld-Landschaft zu unterscheiden.
Wie bei allen LB ist es verboten diese zu beschädigen, auszureißen, auszugraben oder Teile davon abzutrennen oder auf andere Weise in seinem Wachstum oder Erscheinungsbild zu beeinträchtigen. Unberührt ist jedoch die ordnungsgemäße Pflege eines LB.
Das LB soll laut Landschaftsplan „durch geeignete Pflegemaßnahmen erhalten werden, solange der dafür erforderliche Aufwand in Abwägung mit ihrer jeweiligen Bedeutung für Natur und Landschaft gerechtfertigt ist.“